# Султан Ибрагим Мирза

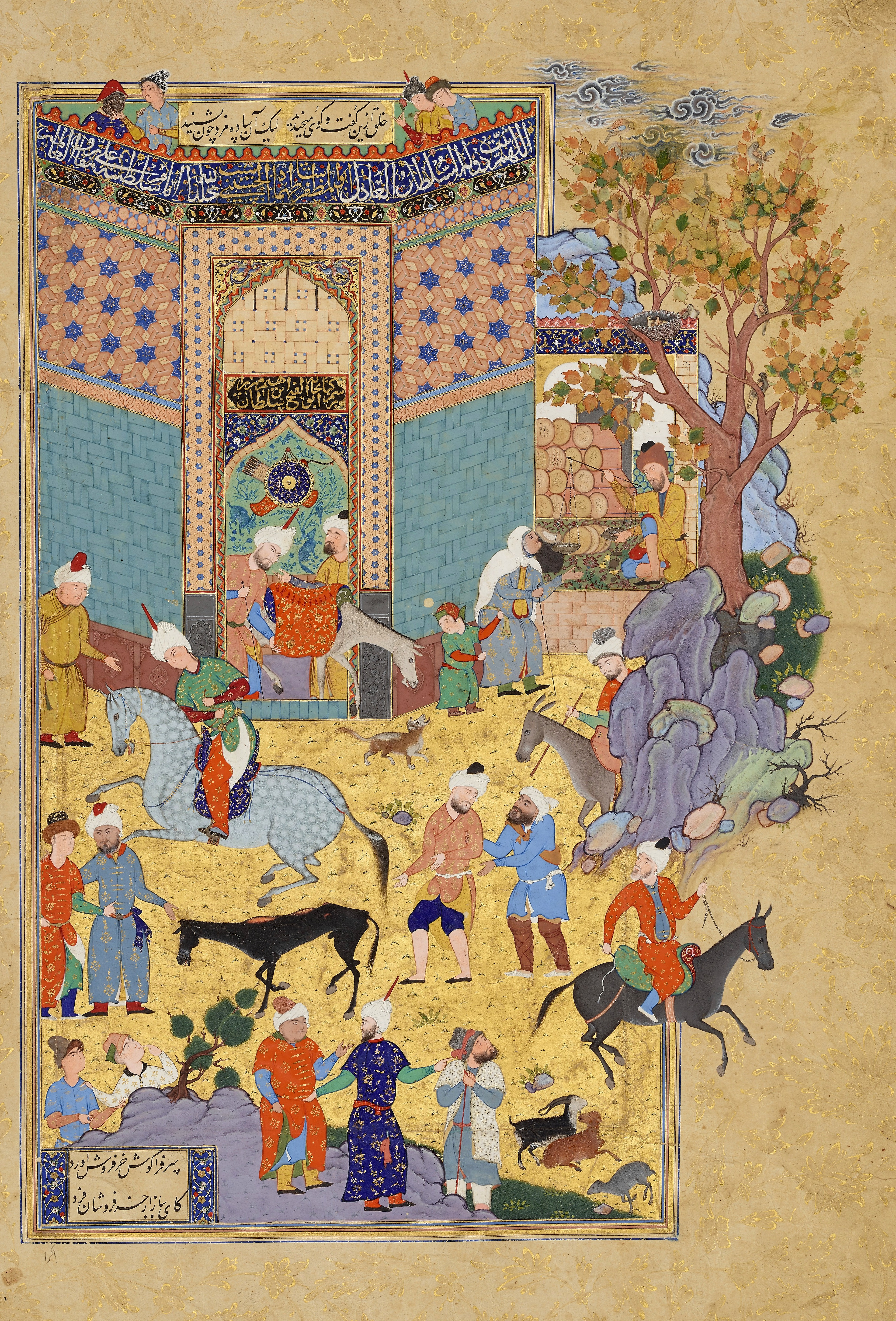
Мирза Али. Продажа ишака. Миниатюра из рукописи «Семь престолов» Джами. Специалисты полагают, что на этой миниатюре художник изобразил Султана Ибрагима Мирзу в виде юноши, гарцующего на роскошном, сером в яблоках, коне. В момент создания миниатюры Ибрагиму Мирзе было 16 лет.

Султан Ибрагим Мирза (апрель 1540 — 23 февраля 1577) — сефевидский принц, художник, поэт и покровитель искусств.

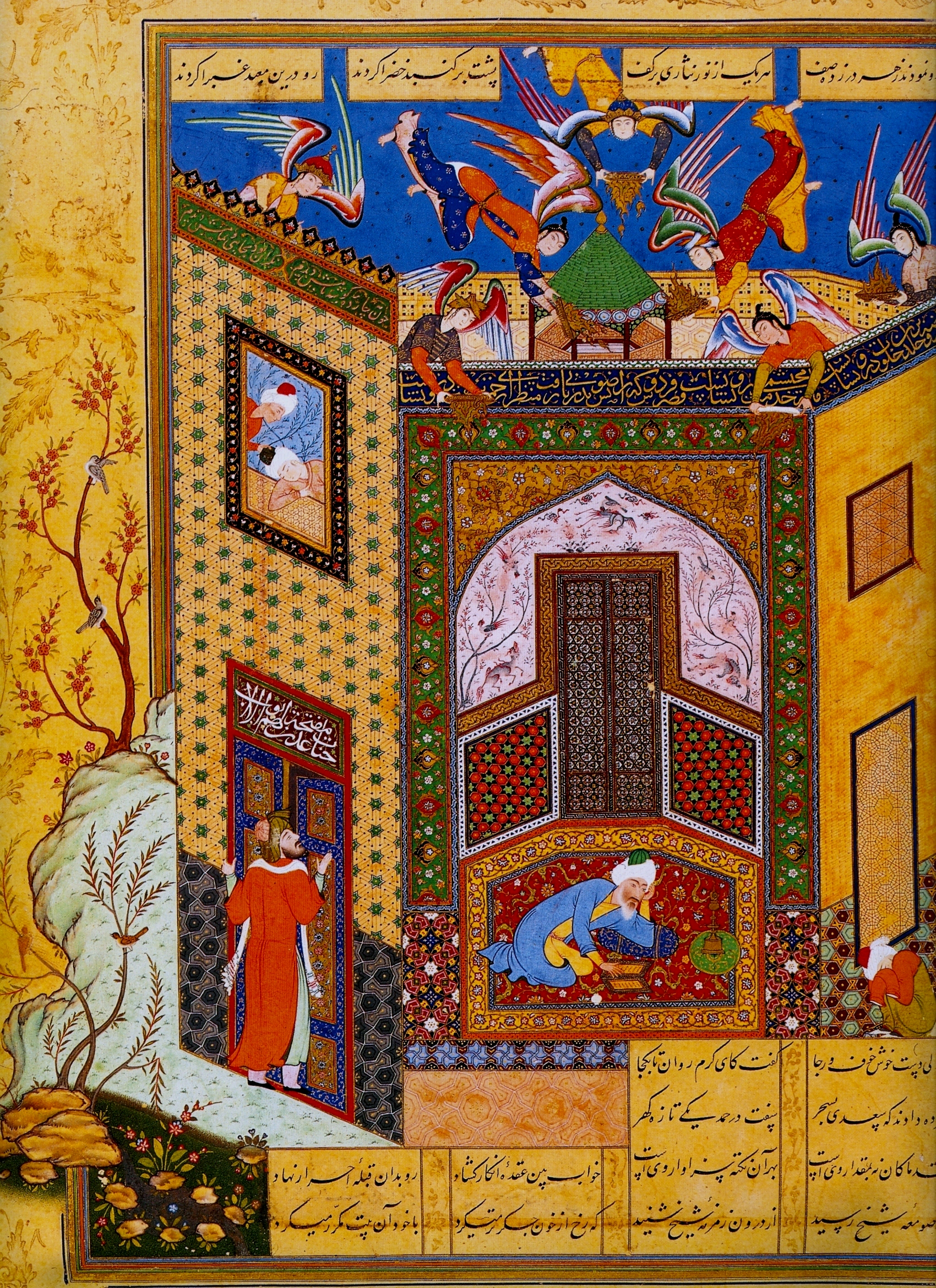
Миниатюра из «Розового сада» Джами, созданная при патронаже Ибрагима Мирзы ок. 1554 года. — одна из самых загадочных, поэтичных и сложных для однозначной интерпретации. На ней изображён поэт-суфий в павильоне, над которым витают ангелы, изливающие из чаш божественное вдохновение. Другой человек не может попасть в этот мир — дверь закрыта. Исследователи отмечают противоречие между роскошными апартаментами и суфием, находящимся в них, так как суфиям присуща скромность и простота в быту. Собрание Артура Саклера, Вашингтон.

Ибрагим Мирза был внуком шаха Исмаила I, сыном принца Бахрама Мирзы, и племянником шаха Тахмаспа I. Подобно иным представителям династии сефевидов, он проявлял свою склонность к искусству самыми разными способами — сочинением стихов, занятиями каллиграфией и живописью, покровительством музыкантам, литераторам, поэтам, художникам и каллиграфам, а также содержанием на свои средства китабхане — библиотеки, которая была на Востоке не только средоточием книг и мастерской по их переписке и иллюстрированию, но и местом, где собирались и общались лучшие умы города.
Образование Ибрагим Мирза получил при дворе шаха Тахмаспа I, который, по свидетельству историков, проявил в этом деле своё участие. В 1554/55 году Тахмасп назначил его губернатором Мешхеда — одного из крупнейших городов государства. Официальный ферман предписывал шестнадцатилетнему принцу вести контроль всех правительственных, финансовых и прочих важных дел. Ибрагим Мирза прибыл в Мешхед в марте 1556 года. Примерно в это время он обручился со старшей дочерью шаха Тахмаспа Гоухар Султан Ханум; их свадьба состоялась весной 1560 года. В 1563 году он оставил Мешхед, и отправился губернаторствовать в Ардебиль. По пути в Ардебиль Ибрагим Мирза опрометчиво отпустил шутку по поводу своего нового назначения, которая дошла до Тахмаспа, вызвав его гнев. В итоге, вместо Ардебиля он был отправлен губернаторствовать в маленький городок в Хорасане. Эта опала не продолжалась слишком долго — в 1566 году Ибрагим Мирза был опять посажен губернатором в Мешхед.

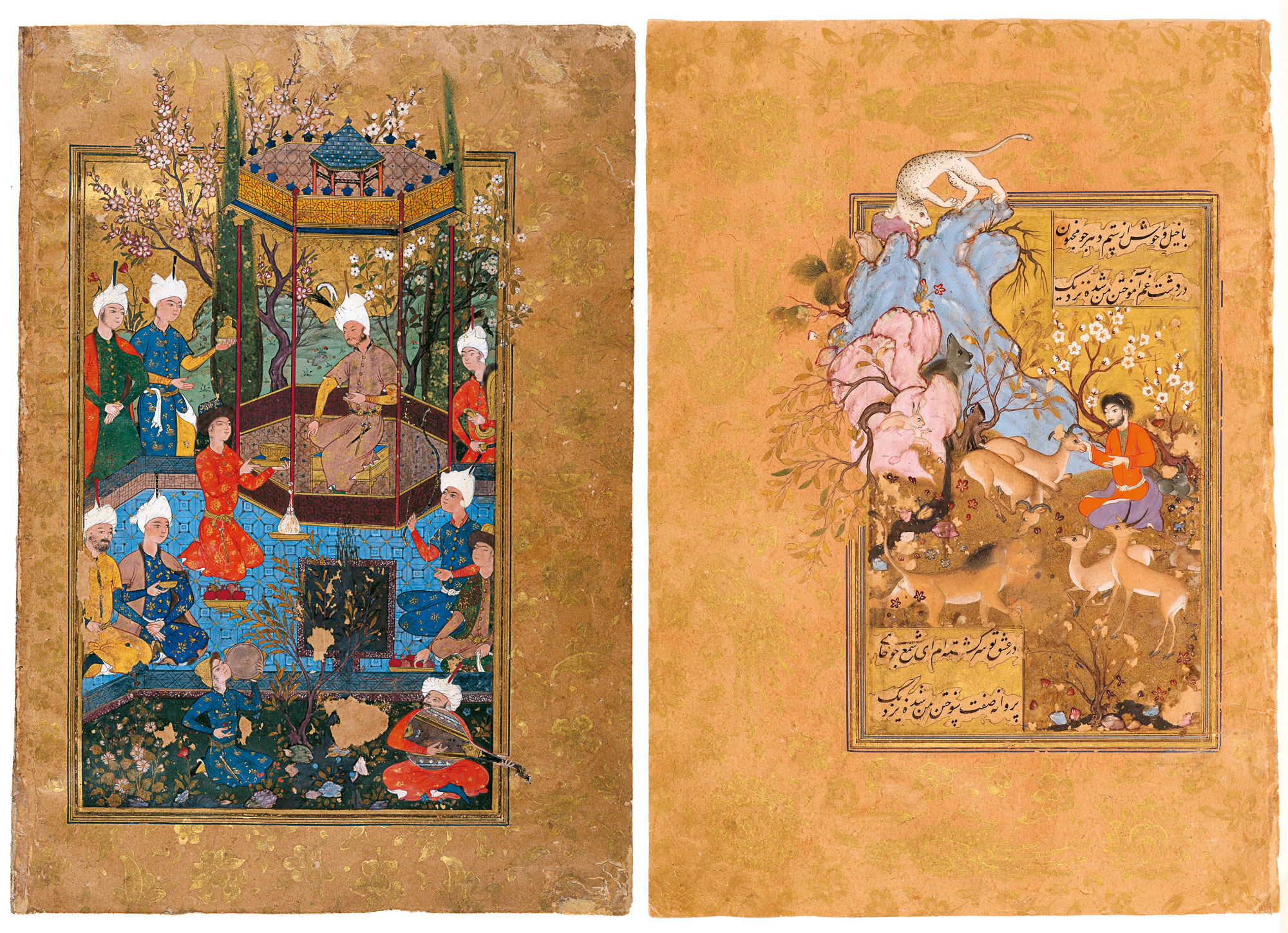
Две миниатюры из "Дивана" Султана Ибрагима Мирзы. 1582г. Музей Ага Хана, Женева. На левом листе изображена традиционная сцена "восседающего правителя" в окружении придворных. Э. Велч идентифицировал правителя в беседке как султана Ибрагима Мирзу.

Приблизительно через два года он вновь попал в шахскую немилость после того, как неудачно попытался приютить опального сына Тахмаспа Султана Мухаммада Мирзу. На сей раз, Ибрагим Мирза был понижен в должности и отправлен из Мешхеда в небольшой городок Сабзавар. Только в декабре 1574 года он был вызван из Сабзавара в новую сефевидскую столицу — Казвин, где шах назначил его главным распорядителем церемоний («ешик-агасы-баши»). После смерти шаха Тахмаспа (1576) Ибрагим Мирза был вовлечен в политическую борьбу, развернувшуюся вокруг трона, поддержав Исмаила II, который назначил его на высокую должность хранителя шахской печати («мохрдар»). Однако вскоре последовала опала — Исмаил II, подозревая, возможно не без оснований, Ибрагима Мирзу в заговоре с другими сефевидскими принцами, своим указом предал всех казни (23 февраля 1577 года). Ибрагиму Мирзе на тот момент было 37 лет.
Султан Ибрагим Мирза с самого начала своего губернаторства в Мешхеде выступал как покровитель искусств, проводя множество времени в компании поэтов, музыкантов, композиторов, каллиграфов и художников. При его дворе служили поэт Санаи Мешхеди, и музыканты Султан Махмуд Тунбараи и Касим Кануни из Герата. Крупнейшим результатом его патронажа в искусстве явилась рукопись «Хафт ауранг» (Семь престолов) поэта Джами, создававшаяся в 1556-65 годах. В ней 28 превосходных иллюстраций, созданных лучшими персидскими художниками того времени (ныне в Галерее Фрир, Вашингтон). Другой манускрипт, дошедший до наших времен, — «Накш-э-бади» Газали Мешхеди, в котором всего две миниатюры, созданные во время пребывания в Сабзаваре (1574, Топкапы Сарай, Стамбул). Колофоны обеих рукописей сообщают, что они были заказаны в китабхане Ибрагима Мирзы, эти надписи свидетельствуют о том, что независимо от того, были ли это хорошие или плохие времена для Султана Ибрагима Мирзы, его страсть к искусству не уменьшалась. Документы донесли до нас только девять имён мастеров, работавших в его китабхане: каллиграфы Шах Махмуд Нишапури, Рустам Али, Мохеб Али (который был китабдаром, то есть главой китабхане), Малик Дейлами, Айши Ешрати и Султан Мухаммад Кандан, и художники-иллюминаторы — Абдулла Ширази, Шейх Мухаммад, и Али Асгар.
Кроме того, сам Ибрагим Мирза имел репутацию одаренной творческой личности, проявлявшей себя как в области создания манускриптов (говорят, что он с успехом занимался каллиграфией, рисунком, орнаментировкой страниц, и даже переплетом), так и в поэзии — он писал стихи на фарси и тюрки. Несколько тысяч строк сочиненных им касыд и газелей после его смерти были объединены в «Диван» (Сборник), две копии которого дошли до наших дней (одна в Библиотеке Гулистан, Тегеран, другая — в коллекции Садруддина Ага-хана, Женева).